# Міжштатна автомагістраль 8
Міжштатна автомагістраль 8 (Interstate 8, I-8) — міжштатна автомагістраль на південному заході Сполучених Штатів Америки, довжиною 348.25 миль (560.45 км). Вона починається на південній околиці Мішен-Бей (Mission Bay) у Сан-Дієго, штат Каліфорнія та закінчується в місці перетину I-10 поруч з Каса-Гранде, штат Аризона. Interstate 8 проходить недалеко від державного кордону з Мексикою — наприклад, в окрузі Імперіал відстань між трасою та кордоном становить всього 2 милі (3 км).
В Маунтін-Спрінгс I-8 має найширшу медіану серед усіх міжштатних автомагістралей в Сполучених Штатах — 1,5 милі (2,4 км).

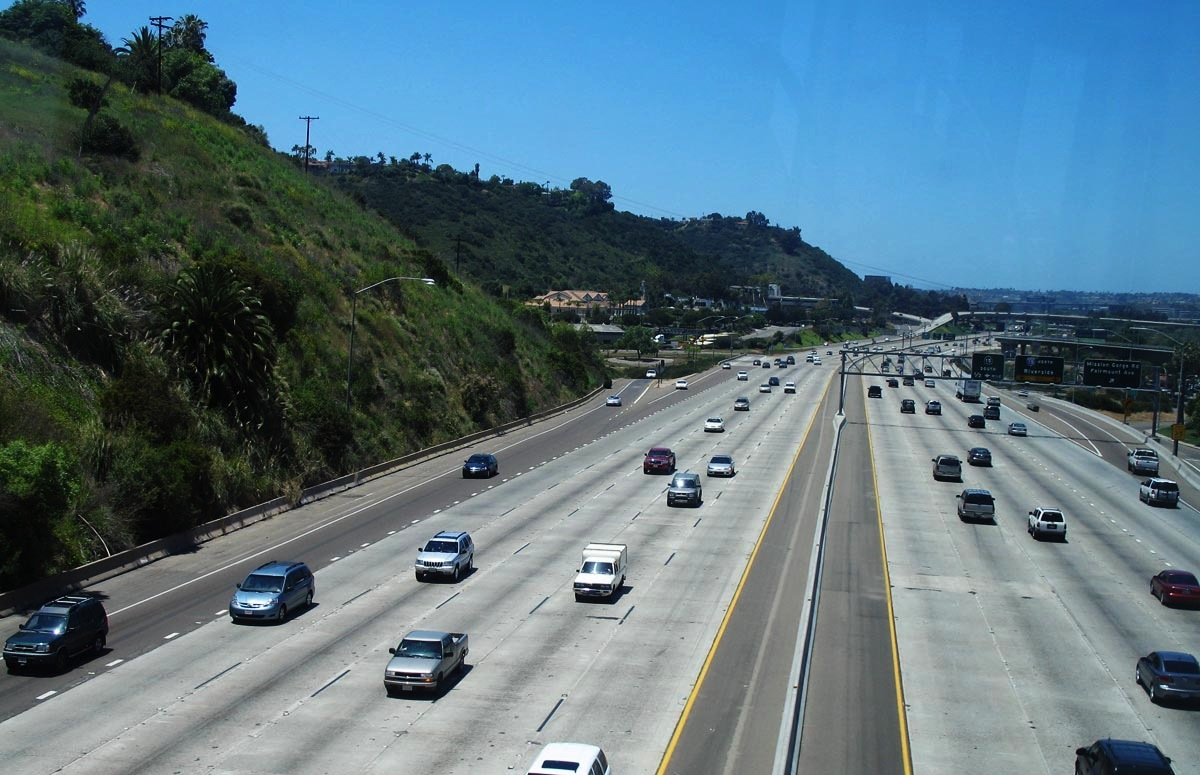
Interstate 8 в Сан-Дієго

|            | миль   | км  |
| Каліфорнія | 172    | 277 |
| Аризона    | 178.33 | 287 |
| Всього     | 350.33 | 564 |